# إيرينه ألت
إيرينه ألت (بالألمانية: Irene Alt) (و. 1957  م) هي سياسية ألمانية، ولدت في فولكلينغن، هي عضوةٌ تحالف '90 / الخضر.